# Luis Fariña
Luis Carlos Fariña Olivera (Buenos Aires, 20 april 1991) is een Argentijns voetballer die bij voorkeur als offensieve middenvelder speelt. Hij tekende in 2013 bij SL Benfica.

## Clubcarrière
Fariña stroomde in 2009 door vanuit de jeugd van Racing Club. Hiervoor debuteerde hij op 29 augustus 2009 in het betaald voetbal, tijdens een wedstrijd in de Primera División tegen CA Colón. Op 22 maart 2012 maakte hij in het toernooi om de Copa Argentina zijn eerste treffer als prof, tegen CA Patronato.  Op 20 november 2012 maakte de aanvallende middenvelder zijn eerste competitietreffer tegen Quilmes AC. In juli 2013 werd hij voor 3,5 miljoen euro verkocht aan SL Benfica. Dat verhuurde hem gedurende het seizoen 2013/14 aan Baniyas SC, gedurende 2014/15 aan Deportivo La Coruña en gedurende 2015/16 aan Rayo Vallecano.